# تودور ژیوکوف
تودور خریستف ژیوکوف (بلغاری: Тодор Христов Живков؛ ۷ سپتامبر ۱۹۱۱ – ۵ اوت ۱۹۹۸) سیاست‌مدار و دولت‌مرد کمونیست اهل بلغارستان بود. ژیکوف از سال ۱۹۵۴ تا ۱۹۸۹ به‌عنوان دبیرکل حزب کمونیست بلغارستان و رئیس دولت جمهوری خلق بلغارستان خدمت کرد.
تودور ژیوکوف در ۵ اوت ۱۹۹۸ در سن ۸۶ سالگی درگذشت.
وی همچنین برنده جوایزی همچون نشان لنین و قهرمان اتحاد شوروی شده است.